# Витасек, Ян Непомук Августин
Ян (Матяш) Непомук Августин Витасек (чеш. Jan Nepomuk Augustin Vitásek; 22 февраля 1770, Хорин близ г. Мельник (ныне Среднечешского края Чехии) — 7 декабря 1839, Прага, Австрийская империя) — чешский композитор, пианист, клавирный виртуоз, хормейстер, органист, музыкальный теоретик и музыкальный педагог, оценённый Моцартом и Бетховеном. Один из последних представителей чешского классицизма.

## Биография
Родился в семье школьного учителя и музыканта. Начальное музыкальное образование получил у своего отца.
С детства научился играть на скрипке и фортепиано, играл на органе в местной церкви.
Позже учился в Праге под руководством Франтишека Ксавера Душека (пианино) и Яна Антонина Кожелуха (контрапункт).
В 1789 году стал концертмейстером, преподавателем музыки и секретарём у графа Фридриха-Морица фон Ностица, в семье которого служил до 1814 года. После смерти Яна Антонина Кожелуха был назначен капельмейстером и хормейстером архиепископского собора Святого Вита в Пражском Граде.
В 1824 году ему была предложена должность капельмейстера в соборе Святого Стефана в Вене, но Витасек отказался. Отклонил предложенное ему после смерти Сальери место придворного капельмейстера в Вене и остался в Праге.
В 1830 году стал первым директором Пражской органной школы (1830—1839), кроме того, давал частные уроки музыки.

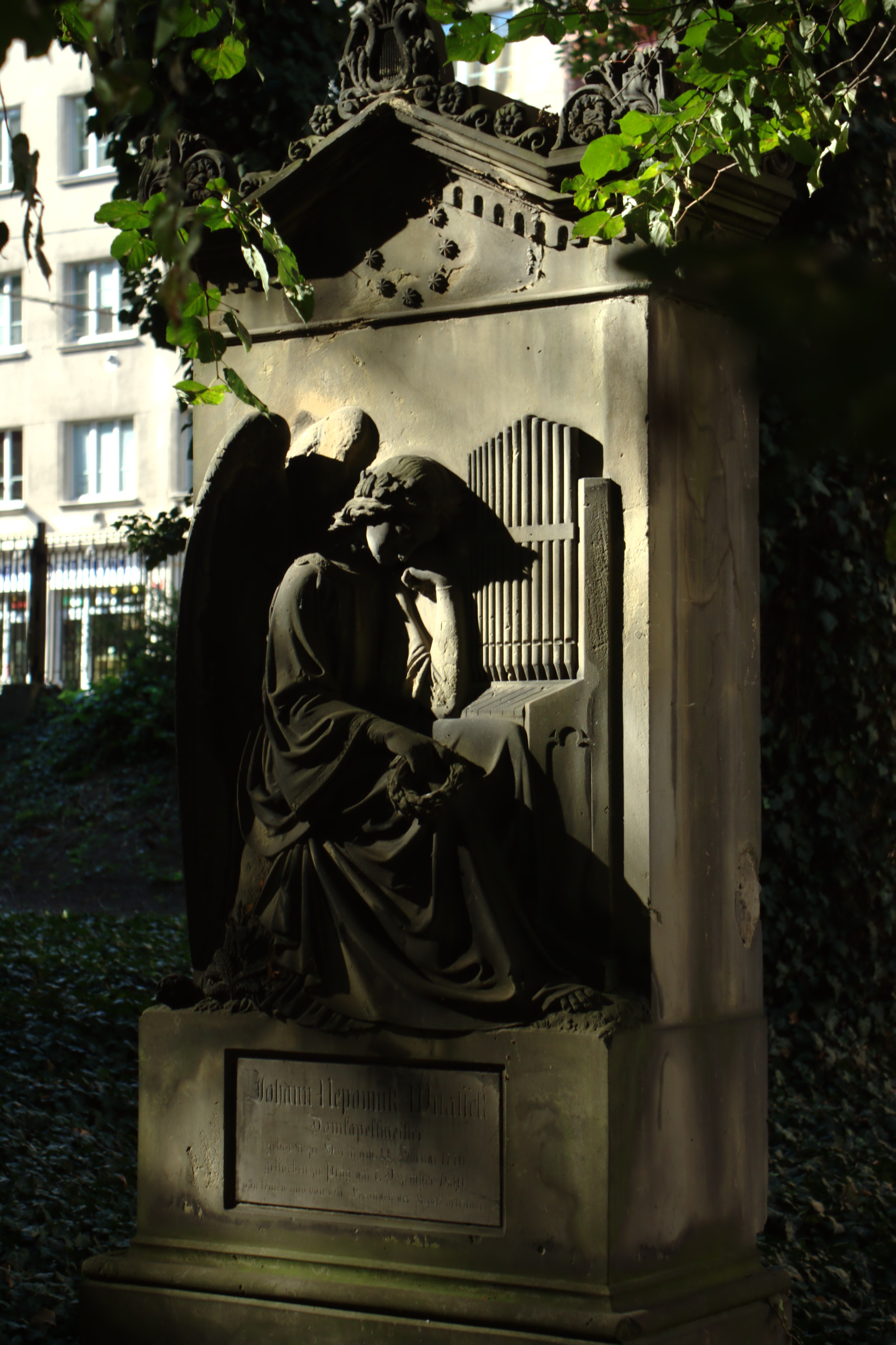
Памятник на могиле Я. Витасека на Малостранском кладбище в Праге

Похоронен на Малостранском кладбище в Праге. В 1858 году на его могиле был установлен памятник работы скульптора Йозефа Макса.

## Творчество
Витасек был разносторонним композитором, создавшим музыкальные произведения во многих музыкальных жанрах того времени. Среди его произведений опера (David , 1810), 12 месс, 7 реквиемов, ряд хоров, церковные и светские произведения, несколько симфоний, концертов, камерная музыка, прелюдии и фуги для органа.
В его работах ощутимо влияние Вольфганга Амадея Моцарта, и мотивы чешских народных песен и танцев. Композиции Витасека в то время были очень популярны. Особенно его церковная музыка, которая долгие годы доминировала в чешской литургической музыке.
В 1823—1824 годах Витасек был одним из 50 композиторов, сочинивших вариации на вальс Антона Диабелли.
Как музыкант, отличался своим исполнением концертов Моцарта.

## Избранные музыкальные сочинения
- Missa solemnis C (1806)
- Missa in B
- Zweite Messe in C
- Dritte messe in C (1814)
- Messe in B
- Te Deum
- Zdrávas Maria
- Hymnus pastoralis II
- Менуэты
- Symfonie C-dur (1806)
- Symfonie Es-dur
- AVE MARIA
- Allegro moderato-Con amore (танец) и др.